# Máximo Pacheco Gómez
Máximo José Nemesio Pacheco Gómez (Santiago, 26 de octubre de 1924-Santiago, 5 de mayo de 2012) fue un jurista, filósofo, académico y político democratacristiano chileno.
Ejerció como ministro de Estado en la última parte del Gobierno del presidente Eduardo Frei Montalva y como embajador de su país en la Unión Soviética y ante la Santa Sede.
Tras el fin de la dictadura militar de 1973-1990 ocupó un cupo parlamentario como senador por la Región del Maule, periodo 1990-1994, en representación de la oficialista Concertación de Partidos por la Democracia.

## Familia
Sus padres fueron Máximo Pacheco del Campo, un liberal balmacedista que llegó a ser gobernador de Rengo, en la zona central, y Sara Gómez Pérez, de familia marcadamente radical y, por ende, anticlerical.
En 2003 se casó con la empresaria Mercedes Ignacia Pérez Campino tras enviudar de Adriana Matte Alessandri -hija de Arturo Matte Larraín y de Ester Alessandri Rodríguez-, con quien había tenido nueve hijos, entre los que se cuenta el economista Máximo, el ingeniero Jaime Pacheco, y la profesora y actual concejal de Vitacura Luz María.

## Formación
Cursó sus estudios primarios en la Escuela Pública de Rengo y los secundarios en el Instituto Nacional General José Miguel Carrera de la capital chilena, donde obtuvo el grado de bachiller.
En 1942 ingresó a la Escuela de Derecho de la Universidad de Chile. Como estudiante fue ayudante de la cátedra de introducción al estudio del derecho del profesor Carlos Vergara (1943-1945).
En 1946 fue ayudante de derecho civil del profesor Eugenio Velasco, hasta dos años después de licenciarse. Obtuvo la licenciatura en 1947. Su memoria, titulada Principios fundamentales de la doctrina social cristiana, fue aprobada con nota de Mérito Sobresaliente y Distinción Máxima. En el examen de licenciatura fue aprobado con dos votos de distinción.
En un concurso de antecedentes realizado en 1949 obtuvo una beca otorgada por el Gobierno de Italia para estudiar en la Facultad de Derecho de la Universidad de Roma. Con esta subvención estudió en el Instituto de Filosofía del Derecho de la Universidad de Roma "La Sapienza", donde le hizo clases el profesor Giorgio Del Vecchio.
En 1950 obtuvo el grado de doctor especializado en filosofía del derecho con la nota máxima: 70 sobre 70 y elogio.

## Actividad pública
Entre 1947 y 1949 fue secretario de los ministros de la Corte Suprema de Justicia de su país.
Entre 1965 y 1968 fue embajador de Chile en la Unión Soviética y desde 1968 hasta 1970, ministro de Educación. De la gestión de Pacheco en esta cartera dos fueron sus contribuciones más comentadas: la instauración del jumper, tanto para colegios públicos como privados, y la posibilidad de cumplir el servicio militar en paralelo a la enseñanza media.
En los años '70 fue decano de derecho en la Universidad de Chile (1972-1974), de la que fue exonerado por la dictadura de Augusto Pinochet. Tras ello, junto al abogado Jaime Castillo Velasco, fundó la Comisión Chilena de Derechos Humanos, de la que fue vicepresidente y presidente. Regresó a la actividad política como senador de la Concertación por el Maule Norte en 1990, en pleno Gobierno de Patricio Aylwin, con quien mantenía una estrecha amistad. Finalizó su carrera pública como representante de su país ante la Santa Sede.
Por sus aulas pasaron personajes de la talla de Ricardo Lagos, Soledad Alvear, José Miguel Insulza, Andrés Zaldívar, Juan Agustín Figueroa y Jaime Ravinet, entre muchos otros.
En 2011 dictó la cátedra de Derechos Humanos en la Academia de Ciencias Policiales de Carabineros de Chile.
Su muerte, ocurrida al año siguiente, luego de sufrir un accidente cerebrovascular, dio lugar a un día de duelo nacional por decisión del Gobierno del presidente Sebastián Piñera.

## Obras
- Principios Fundamentales de la Doctrina Social Cristiana, Imprenta Universitaria, (1947).
- Política, Economía y Cristianismo, Editorial del Pacífico (1948).
- Principios fundamentales y concepto del Derecho (1949).
- Introducción al Estudio de las Ciencias Jurídicas y Sociales, Editorial Universitaria (1951).
- Introducción al Estudio de las Ciencias Jurídicas y Sociales, Editorial Universitaria, 5.ª edición en 1956 (1952).
- Introducción al Estudio de las Ciencias Jurídicas y Sociales, Editorial Universitaria, 5 ediciones: 1958, 1960, 1962, 1964 y 1972.
- Introducción al Estudio de las Ciencias Sociales, Editorial Edugal 1955.
- La Universidad de Chile, Editorial Universitaria 1955.
- Historia de las ideas políticas, Editorial Universitaria 1958.
- La Universidad contemporánea en Italia, Editorial Universidad de Chile (1958).
- Las Tendencias Actuales de la Filosofía Jurídica, Editorial Revista Atenea (1959).
- Historia y misión de la Universidad, Editorial Universitaria de Chile (1961).
- La cátedra de Introducción al Estudio del Derecho, Editorial Facultad de Derecho de la Universidad Mayor de San Marcos, Lima (1961).
- La enseñanza para graduados impartida por la Facultad de Ciencias Jurídicas y Sociales de la Universidad de Chile, Editorial Universitaria (1963).
- La teoría marxista del Estado y del Derecho, Editorial del Pacífico (1964).
- Educación y Cultura para el pueblo, Santiago (1970).
- La Teoría Pura del Derecho de Hans Kelsen, Imprenta Chile (1971).
- La Teoría Marxista del Estado y del Derecho, Editorial Jurídica, Santiago (1972).

## Historial electoral

### Elecciones parlamentarias de 1989
- Elecciones parlamentarias de 1989, para la Circunscripción 10, Maule Norte [9]

| Candidato                   | Pacto                          | Partido | Votos   | %     | Resultado |
| --------------------------- | ------------------------------ | ------- | ------- | ----- | --------- |
| Jaime Gazmuri Mujica        | Concertación por la Democracia | PPD     | 56 826  | 21,06 | Senador   |
| Máximo Pacheco Gómez        | Concertación por la Democracia | DC      | 114 334 | 42,37 | Senador   |
| Alberto Cardemil Herrera    | Democracia y Progreso          | RN      | 66 352  | 24,59 |           |
| Silvio Rodríguez Villalobos | Democracia y Progreso          | ILB     | 15 674  | 5,81  |           |
| Guido Briceño Pérez         | Liberal-Socialista Chileno     | PSCH    | 4254    | 1,58  |           |
| Patricio Alejandro Parot    | Liberal-Socialista Chileno     | ILE     | 12 409  | 4,60  |           |